# Avenue Mesogeion
L’avenue Mesogíon (en grec moderne : Λεωφόρος Μεσογείων, « avenue de Mésogée », du nom de la plaine située à l'est de l'Attique) est le nom d'une importante avenue du nord-est d'Athènes.

## Situation et accès

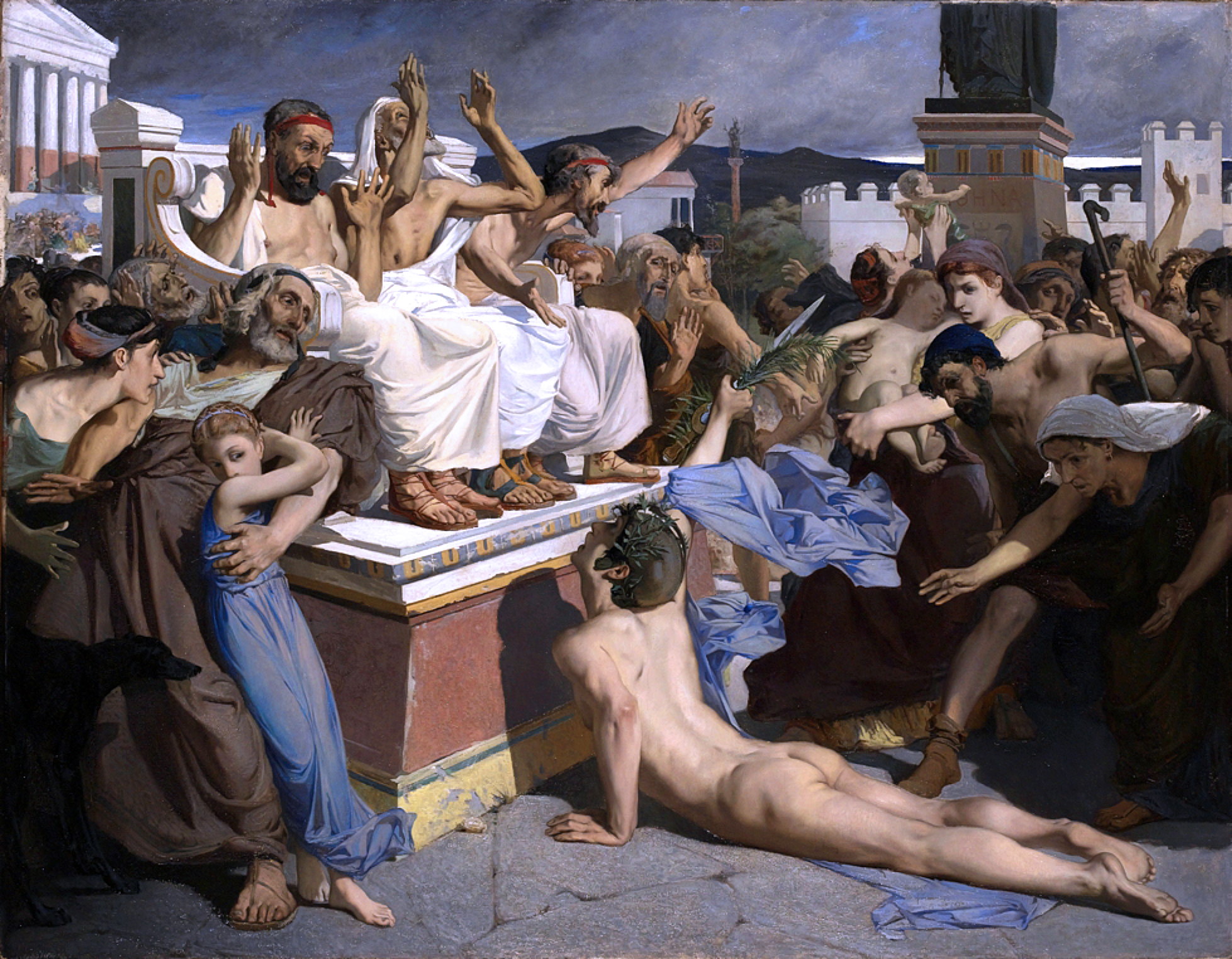
La course de Phidippidès entre Marathon et Athènes aurait pu suivre le chemin de l'actuelle avenue Mesogíon.

Partant du quartier athéniens d'Ambelókipi non loin des tours d'Athènes (en), elle est, avec l'avenue Kifissías, le prolongement nord-est de l'avenue Vasilíssis Sofías.
Passant par les villes de la banlieue nord-est d'Athènes tels Cholargós, Papágos (au niveau du quartier des hôpitaux et du parc municipal), Néo Psychikó et Chalándri, elle entre dans le dème d’Agía Paraskeví pour atteindre ensuite les échangeurs qui rejoignent l'autoroute périphérique GR-64 (el) et la bretelle de l'Attikí Odós, principale voie pour l'aéroport international d'Athènes Elefthérios-Venizélos.
L'avenue atteint alors la limite du district régional d'Athènes-Nord en desservant la ville de Gérakas où elle devient l'avenue de Marathon (el).

## Origine du nom
Elle tire son nom de la plaine vers laquelle elle se dirige et qui se trouve au nord-est d'Athènes, la Mésogée (en grec moderne : Μεσόγεια/Μεσογείων, Mesóyia/Mesoyíon ), et non de la mer Méditerranée (Μεσόγειο/Μεσόγειου, Mesóyio/Mesóyiou).

## Bâtiments remarquables et lieux de mémoire
Le service de la Monnaie (el) (Νομισματοκοπείο) de la Banque de Grèce, le Ministère grec de la Défense nationale et la Radio-Télévision grecque (E.R.T.) se trouvent sur l'avenue Mesogíon.